# Dzieci z Leningradzkiego
Dzieci z Leningradzkiego – polski film dokumentalny w reżyserii Andrzeja Celińskiego oraz Hanny Polak.
Nominowany do nagrody Oscara w 2005. Tytuł filmu odwołuje się do Dworca Leningradzkiego w Moskwie.
Film w reżyserii Hanny Polak i Andrzeja Celińskiego nominowany w roku 2005 do nagrody Academy Award (Oscar) w kategorii "short documentary" (krótki dokument). Film otrzymał w roku 2005 jedną z najbardziej prestiżowych nagród w świecie filmu dokumentalnego International Documentary Award (IDA - best documentary short subject) oraz przyniósł polskim twórcom nominacje do Emmy Awards (telewizyjnego Oscara) w kategoriach "Najlepszy film dokumentalny" i "Wybitne osiągnięcia w sztuce montażu". Montażystami filmu są Andrzej Celiński i Ewa Różewicz
Hanna Polak, która jest współautorką, operatorem i kierownikiem produkcji tego filmu, pierwsze zetknięcie z moskiewskimi dziećmi opisuje jako szok i olbrzymie poruszenie. Zdecydowała się opowiedzieć o tym świecie by, jak sama podkreśla, poruszyć międzynarodową opinię społeczną i znaleźć odpowiednie fundusze na pomoc najmłodszym. Podczas kręcenia materiału dzieci wiedziały, że chcemy im pomoc, dlatego zdecydowały się nam zaufać. Polubiliśmy je, a one polubiły nas. Tak powstał film, który w moim odczuciu jest niezwykle uczciwy, prawdziwy i poruszający.
W drugim roku pracy nad filmem z Andrzejem Celińskim Hanna Polak zdecydowała się na profesjonalną karierę filmową i podjęła płatne studia na wydziale operatorskim Moskiewskiej Szkoły Filmowej WGIK. W 1997 roku Hanna Polak założyła fundację Aktywnej Pomocy Dzieciom.
Oddziały fundacji mają swą siedzibę w Rosji, Polsce, Norwegii, Szwecji oraz
Anglii. Wszystkie zajmują się organizowanie pomocy bezdomnym dzieciom.
Andrzej Celiński jest reżyserem teatralnym i filmowym, aktorem scenarzystą, dwukrotnym absolwentem Państwowej Wyższej Szkoły Teatralnej w Krakowie (Wydział Aktorski (1984) i Wydział Reżyserii (1995), zdobywcą wielu wyróżnień i nagród w dziedzinie teatru i filmu. Na prośbę Hanny Polak podjął się napisania scenariusza i wyreżyserowania filmu, który miał za swoje główne zadanie zdobycie funduszy na prowadzoną przez Hannę Polak działalność charytatywną.